# Diadelia lebisi
Diadelia lebisi là một loài bọ cánh cứng trong họ Cerambycidae.